# Декриминализация гомосексуальности

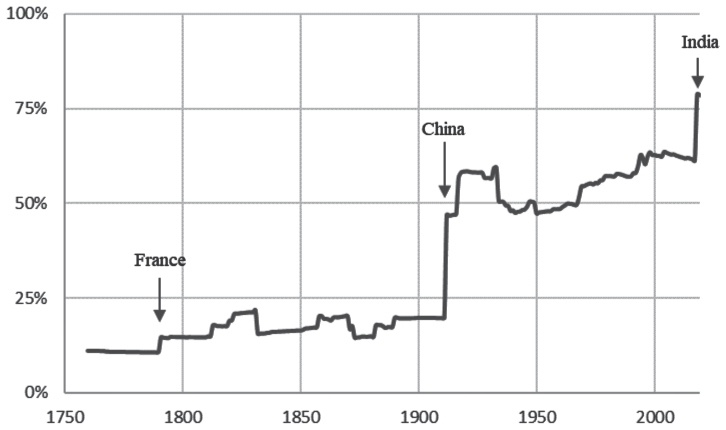
Доля населения мира, проживающая в стране, где гомосексуальные отношения не криминализированы, 1760–2020

Декриминализация гомосексуальности — отмена законов, криминализирующих однополые отношения между мужчинами или между женщинами. Это произошло в большинстве стран мира, за исключением большей части Африки и мусульманского мира.

## История
Во время Великой Французской революции 1791 года Национальное учредительное собрание отменило закон против гомосексуальности в рамках принятия нового правового кодекса без влияния христианства. Хотя ассамблея никогда не обсуждала гомосексуальность, с тех пор она является законной во Франции. Раньше за это можно было понести наказание в виде сожжения заживо, хотя это применялось нечасто. Отмена уголовной ответственности за содомию была закреплена в уголовном кодексе 1810 года. 
Декриминализация гомосексуальности распространилась по всей Европе благодаря завоеваниям Наполеона и принятию гражданского права и уголовных кодексов по французскому образцу, что привело к отмене уголовной ответственности во многих юрисдикциях и замене смертной казни тюремным заключением в других. Скандинавские страны, Испания, Нидерланды, Португалия, Бельгия, Япония, а также их колонии и территории, включая большую часть Латинской Америки, декриминализовали гомосексуальность благодаря военным завоеваниям или подражанию французскому уголовному кодексу. Подтверждённая французским уголовным кодексом 1810 года и применённая в Наполеоновской империи, декриминализация затем стала окончательной в некоторых государствах, вышедших из империи (Бельгия, Люксембург, Нидерланды, некоторые швейцарские кантоны), но была временной в других, которые провели частичную повторную криминализацию (некоторые итальянские государства) или полностью (Германия, Испания) в XIX или XX веке. То, что системы гражданского права криминализировали гомосексуальность, является скорее исключением, чем правилом. Бывшие французские колонии были менее склонны, чем британские, криминализировать гомосексуальность, хотя такие законы были добавлены в некоторых колониях, которые приняли французские уголовные кодексы, включая Египет, Тунис и Ливан. Часто считается, что Османская империя декриминализировала гомосексуальность в 1858 году, когда был принят уголовный кодекс, вдохновлённый Францией, но Элиф Джейлан Озсой утверждает, что гомосексуальность уже была декриминализована, и это изменение закона фактически наказывало гомосексуальность более сурово, чем раньше, поскольку оно ввело более строгие наказания за публичные проявления однополых чувств.

### Советский Союз
Советское правительство Российской Советской Республики (РСФСР) декриминализовало гомосексуальность в декабре 1917 года после Октябрьской революции и отмены Уложения о судах царской России. 
Легализация гомосексуальности была подтверждена в Уголовном кодексе РСФСР 1922 года и после его переработки в 1926 году. По словам Дэна Хили, архивные материалы, которые стали широко доступны после распада Советского Союза в 1991 году, «демонстрируют принципиальное намерение декриминализировать сексуальные отношения между взрослыми людьми по обоюдному согласию, выраженное с самых ранних попыток написать социалистический уголовный кодекс в 1918 году и до окончательного принятия законодательства в 1922 году». 
Большевики также отменили царские законодательные запреты на гражданские и политические права гомосексуалов, особенно в сфере государственной службы. В 1918 году Георгий Чичерин, гомосексуал, скрывавший свою гомосексуальность, был назначен наркомом иностранных дел РСФСР. В 1923 году Чичерин был также назначен наркомом иностранных дел СССР и занимал эту должность до 1930 года.
В начале 1920-х годов советское правительство и научное сообщество проявляли большой интерес к сексуальным исследованиям, сексуальной эмансипации и гомосексуальной эмансипации. В январе 1923 года Советский Союз направил делегатов от Наркомата здравоохранения во главе с наркомом здравоохранения Семашко в германский Институт сексуальных наук, а также на некоторые международные конференции по человеческой сексуальности в период с 1921 по 1930 год, где они выразили поддержку легализации взрослых, частных и добровольных гомосексуальных отношений и улучшению прав гомосексуалов во всех странах. В 1923 и 1925 годах доктор Григорий Баткис, директор Института социальной гигиены в Москве, опубликовал доклад «Сексуальная революция в России», в котором утверждалось, что гомосексуальность является «совершенно естественной» и должна пользоваться юридическим и социальным уважением. В самом Советском Союзе в 1920-е годы наблюдалось развитие серьёзных советских исследований сексуальности в целом, иногда в поддержку прогрессивной идеи гомосексуальности как естественной части человеческой сексуальности, например, работы доктора Баткиса до 1928 года. Такие делегации и исследования направлялись, санкционировались и поддерживались Народным комиссариатом здравоохранения под руководством наркома Семашко.
Легализация частных, взрослых и добровольных гомосексуальных отношений распространялась только на РСФСР и Украинскую ССР. Гомосексуальность оставался преступлением в Азербайджане (официально криминализирована в 1923 году), а также в Закавказской СФСР и среднеазиатских советских республиках на протяжении 1920-х годов. Аналогичные уголовные законы были приняты в Узбекистане в 1926 году, а в следующем году — в Туркменистане. 
Несмотря на декриминализацию гомосексуальности в 1917 году, общая советская социальная политика в вопросе расширения прав гомосексуалов и обращения с людьми гомосексуальной ориентации в 1920-е годы часто была неоднозначной. Советские суды всё ещё пытались пресекать сексуальные вариации, даже когда гомосексуальность не была преступлением. В конце 1920-х годов позиция советского правительства в отношении гомосексуальности и прав гомосексуалов претерпела изменения и отменила прежнюю открытость к однополой сексуальности, приняв в 1934 году законы, криминализирующие мужскую гомосексуальность. 

### Тенденция декриминализации после Второй мировой войны
К 1958 году Интерпол заметил тенденцию к частичной декриминализации гомосексуальности с установлением более высокого возраста согласия, чем для гетеросексуальных отношений. Данная модель была рекомендована различными международными организациями. Конвергенция произошла как посредством частичной декриминализации гомосексуальности (как в Соединённом Королевстве и многих других странах), так и посредством частичной криминализации гомосексуальности (например, в Бельгии, где в 1965 году вступил в силу закон об увеличении возраста согласия с 16 до 18 лет для однополых сексуальных отношений). В целом, в конце XX века прошла волна декриминализации. Девяносто процентов изменений в этих законах между 1945 и 2005 годами включали либерализацию или отмену дискриминационных законов. Одним из объяснений этих правовых изменений является возросшее уважение к правам человека и автономии личности, а также последствия сексуальной революции 1960-х годов. Тенденция к повышению внимания к правам личности в законах, касающихся сексуальности, наблюдается во всём мире, но в некоторых регионах, таких как Ближний Восток, она развивается медленнее.
Восемьдесят процентов отмен в период с 1972 по 2002 год были произведены законодательным органом, а остальные — судом, признавшим законы неконституционными. Решение Европейского суда по правам человека от 1981 года по делу Даджен против Соединённого Королевства стало первым случаем, когда суд призвал к декриминализации гомосексуальности. В отличие от предыдущих случаев декриминализации, отмена была не случайной по времени с принятием новой системы уголовного права, а скорее последствием специального закона об отмене уголовных санкций за гомосексуальность, начавшегося в Швеции в 1944 году. Декриминализация, первоначально ограниченная Европой и Америкой, распространилась по всему миру в 1980-х годах. Темпы декриминализации достигли пика в 1990-х годах. После распада Советского Союза многие бывшие советские республики декриминализировали гомосексуальность, но другие страны Центральной Азии сохранили эти законы. Китай декриминализировал гомосексуальность в 1997 году. После продолжительной судебной тяжбы Верховный суд Индии постановил, что криминализация гомосексуальности нарушает Конституцию Индии в решении 2018 года по делу Навтедж Сингх Джохар против Союза Индии. В 2019 году план ввести в Брунее смертную казнь за гомосексуальность вызвал международный резонанс; в результате был введён мораторий на применение смертной казни. Большинство стран Карибского бассейна являются бывшими британскими колониями и сохраняют криминализацию гомосексуальности; Белиз был первым, кто декриминализовал её после того, как закон был признан неконституционным в 2016 году. 

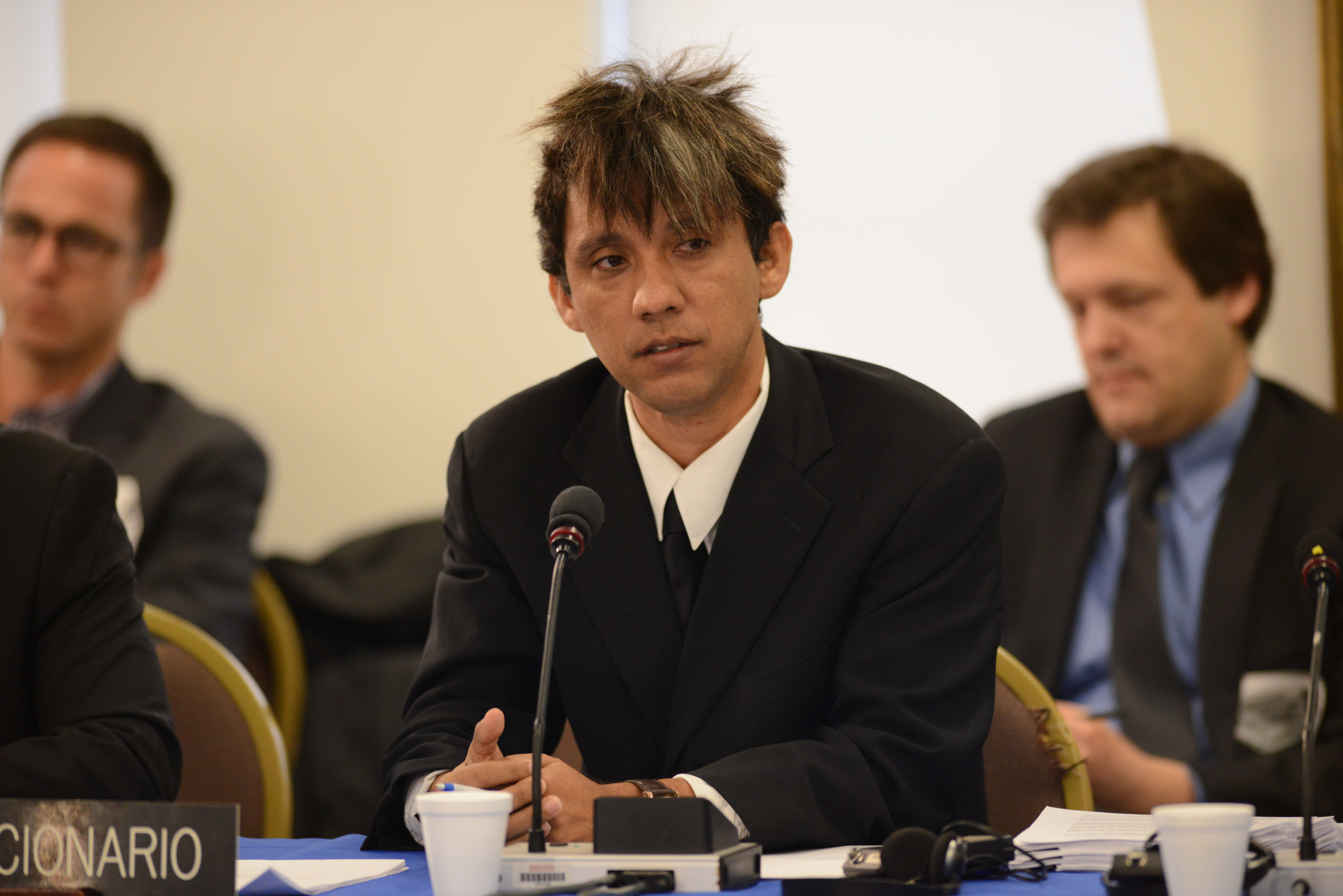
Ороско, Калеб, истец по Ороско против Генерального прокурора, которое привело к отмене закона Белиза, криминализирующего гомосексуальность, как неконституционного

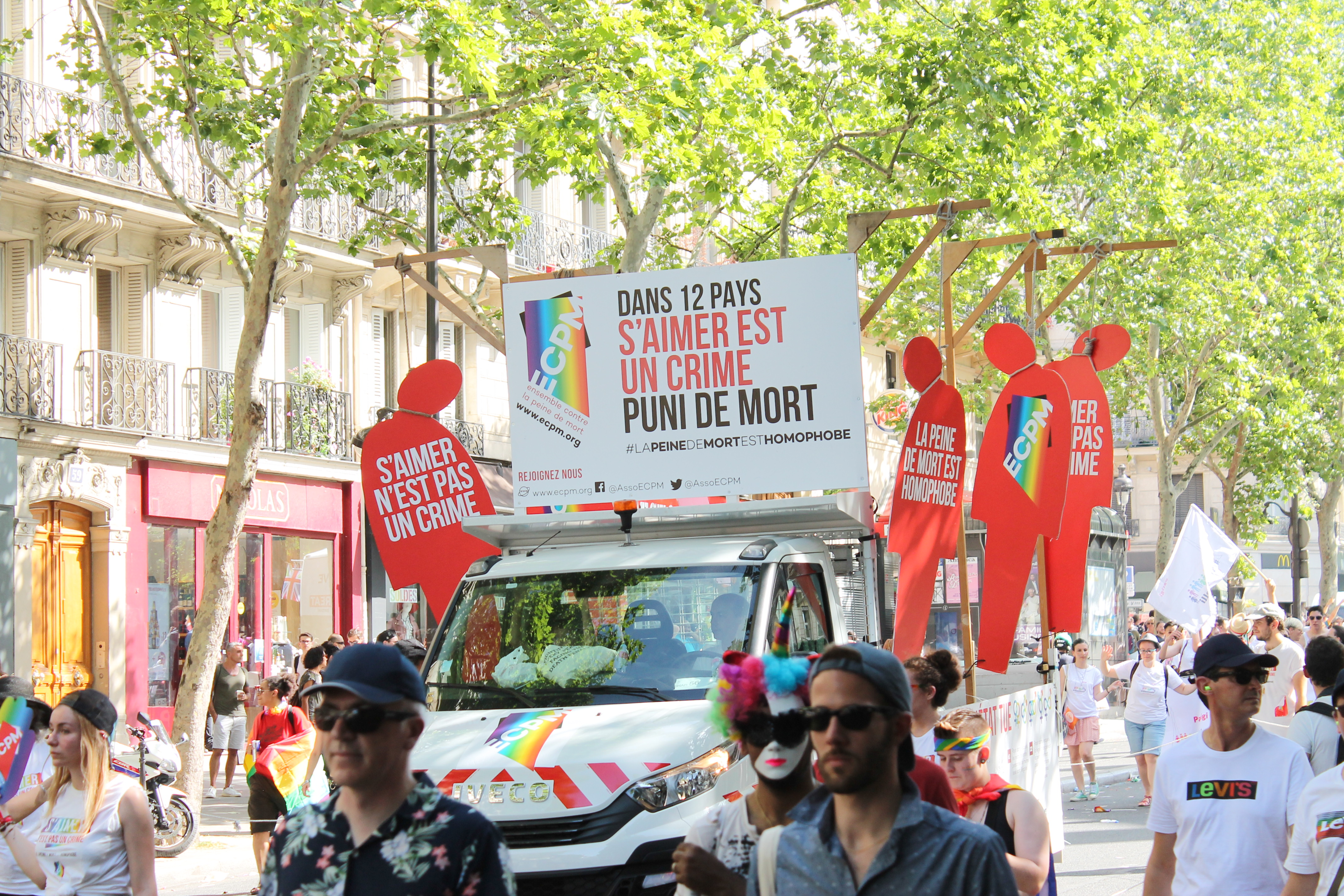
Надпись "Любовь не преступление" на Гей-прайд (Париж) 2019 года

Исследования показали, что модернизация, измеряемая индексом развития человеческого потенциала или ВВП на душу населения, и глобализация (индекс глобализации KOF) с течением времени отрицательно коррелировали с наличием законов, криминализирующих гомосексуальность. ЛГБТ-движения часто развивались после отмены уголовных законов, но в некоторых случаях они способствовали усилиям по их отмене. Активизм ЛГБТ против криминализации может принимать различные формы, включая прямые призывы к отмене законов, стратегические судебные разбирательства в судебной системе с целью снижения возможности принудительного исполнения, поиск внешних союзников за пределами страны и развитие компетенций внутри сообщества. Хотя британская колонизация ассоциируется с криминализацией гомосексуальности, она не оказывает никакого влияния на вероятность декриминализации.
В 1981 году Совет Европы принял резолюцию, призывающую к декриминализации гомосексуальности и отмене дискриминационных законов о возрасте согласия. После дела Даджена Совет Европы сделал декриминализацию гомосексуальности обязательным условием для членства, что, в свою очередь, стало предпосылкой для членства в Европейском Союзе; в результате несколько европейских стран решили декриминализировать гомосексуальность. Совет Европы принял Литву в 1993 году, за несколько месяцев до того, как в стране была отменена уголовная ответственность за гомосексуальность; Румыния была принята в том же году после обещания отменить свой закон, но всё ещё применяла его в 1998 году. Россия отказалась от закона о содомии в 1993 году отчасти из-за стремления вступить в Совет Европы. Последней юрисдикцией в Европе, декриминализовавшей гомосексуальность, стала самопровозглашённая Турецкая Республика Северного Кипра в 2014 году.

### Сопротивление декриминализации
Африка — единственный континент, где декриминализация гомосексуальности не получила широкого распространения с середины XX века. В Африке одним из основных аргументов в пользу криминализации гомосексуальности является «защита общественного порядка, морали, культуры, религии и детей от предполагаемой имперской гей-программы», связанной с глобальным Севером; гомосексуальность рассматривается как «неафриканский» иностранный продукт. Подобные заявления игнорируют тот факт, что многие коренные африканские культуры терпимо относились к гомосексуальности, а исторически криминализация гомосексуальности берёт своё начало в британском колониализме. На Ближнем Востоке гомосексуальность рассматривалась как инструмент западного господства по той же причине.
Политика администрации Обамы по поддержке декриминализации гомосексуальности вынудила африканских политиков занять публичную позицию против прав ЛГБТК, чтобы сохранить свою поддержку внутри страны. Применение международного давления с целью декриминализации гомосексуальности имело неоднозначные результаты в Африке. Хотя это привело к либерализации в некоторых странах, это также побудило общественное мнение скептически относиться к этим требованиям и побуждать страны принимать ещё более ограничительные законы в знак сопротивления тому, что рассматривается как неоколониальное давление. Поэтому некоторые учёные, такие как Джозеф Масад, утверждают, что международное движение ЛГБТК приносит больше вреда, чем пользы в Африке или на Ближнем Востоке, в то время как некоторые африканские организации ЛГБТК призвали западные страны не использовать донорскую помощь для решения вопросов прав ЛГБТК. В 2015 году африканские учёные выступили с петицией, призывающей к декриминализации гомосексуальности и критикующей несколько распространённых аргументов против этого шага. Политики также могут использовать гомосексуальность, чтобы отвлечь внимание от других проблем.
После деколонизации несколько бывших британских колоний расширили законы, которые касались только мужчин, включив в них и однополые отношения между женщинами. Во многих африканских странах законы против гомосексуальности не применялись на протяжении десятилетий, но с середины 1990-х годов они стали более жёсткими, политизированными и стали призывать к более суровым наказаниям. Подобные призывы часто исходят от местных религиозных организаций. Рост евангельского христианства и особенно пятидесятничества усилил политизацию гомосексуальности, поскольку эти церкви занимались антигомосексуальной мобилизацией как формой построения нации. В Камеруне закон о запрете гомосексуальности действует с 1962 года, однако вступил в силу только в 2005 году. В том же году Римско-католическая церковь (особенно архиепископ Симон-Виктор Тонье Бако и кардинал Кристиан Вийган Туми) и средства массовой информации начали превращать гомосексуальность в политическую проблему. По состоянию на 2020 год Камерун «в настоящее время преследует однополые связи по обоюдному согласию более агрессивно, чем любая другая страна в мире». В Уганде предложения по ужесточению уголовной ответственности за гомосексуальность, такие как так называемый законопроект «Убейте геев», привлекли международное внимание. Другие африканские страны, такие как Южная Африка, Ангола, Ботсвана и Мозамбик, декриминализировали гомосексуальность.
Приверженность исламу также является основным фактором, предсказывающим сохранение законов, криминализирующих гомосексуальность и предусматривающих за неё смертную казнь. В некоторых странах криминализация гомосексуальности вытекает из применения законов шариата. Вмешательство государства в религиозные вопросы, например, религиозные суды, имеющие юрисдикцию, выходящую за рамки семейного права, или запреты на межконфессиональные браки, тесно связаны с сохранением криминализации гомосексуальности.